# Seahenge
Seahenge est le nom donné à deux cercles de bois rituels datés de l'Âge du bronze ancien (Holme I et Holme II), situés dans le comté de Norfolk, en Angleterre. Ce sont les plus anciens cercles de bois trouvés encore intacts.

## Historique
Les deux cercles de bois se trouvent dans la paroisse de Holme-next-the-Sea (en), dans le district de King's Lynn and West Norfolk, sur la côte du Norfolk, où ils ont été officiellement découverts en 1998.
Holme I a été extrait de son site d'origine afin de pouvoir conserver ses éléments à l'abri de l'érosion. Le second cercle de bois, Holme II, construit en même temps et situé environ 100 mètres à l'est de Holme I, a été laissé en place.

## Description
Composé de 55 poteaux de chêne disposés autour d'une souche centrale, Holme I faisait 6,78 m de diamètre.

## Datation
Holme I et II datent de l'Âge du bronze ancien et furent construits à partir d'arbres abattus en 2049 av. J.-C..